# 아사다 마이

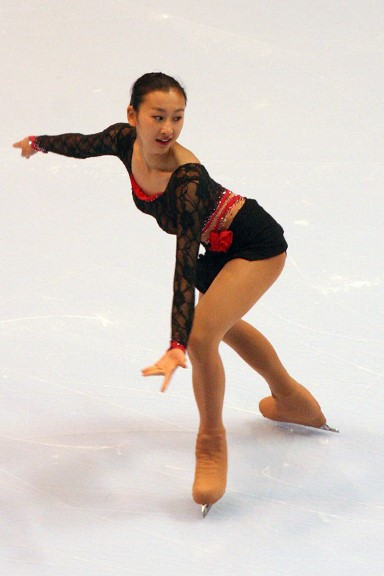

아사다 마이(浅田舞)는 일본의 스포츠 해설가이자 전 스케이트선수이다. 아사다 마오의 언니이며, 아사다 마오와는 2살 차이이다. 선수생활을 할 당시, 2006년 사대륙선수권에서 6위를 한적이 있다. 추쿄대학교 학사이며, 동생 아사다 마오도 같은 학교이다. 수상내역으로는, 2005년 JGP 안도라컵 1위, 2005년 아이치 챔피언십 1위, 2005년 제 54회 내셔널 하이스쿨 챔피언십 1위 등이 있다.